# Зотино (Челябинская область)
Зо́тино — село в Каслинском районе Челябинской области России. Входит в состав Багарякского сельского поселения.

## География
Село расположено на левом берегу реки Багаряк, на расстоянии примерно 63 км к северо-востоку от города Касли административного центра района. Абсолютная высота — 168 м над уровнем моря.

## Население
| 2002 | 2010 |
| ---- | ---- |
| 88   | ↘47  |

### Половой состав
По данным Всероссийской переписи, в 2010 году численность населения села составляла 47 человек (21 мужчина и 26 женщин).

## Улицы
| - ул. Лесная, - ул. Речная, | - ул. Трактовая, - ул. Труда. |